# Wilbraham

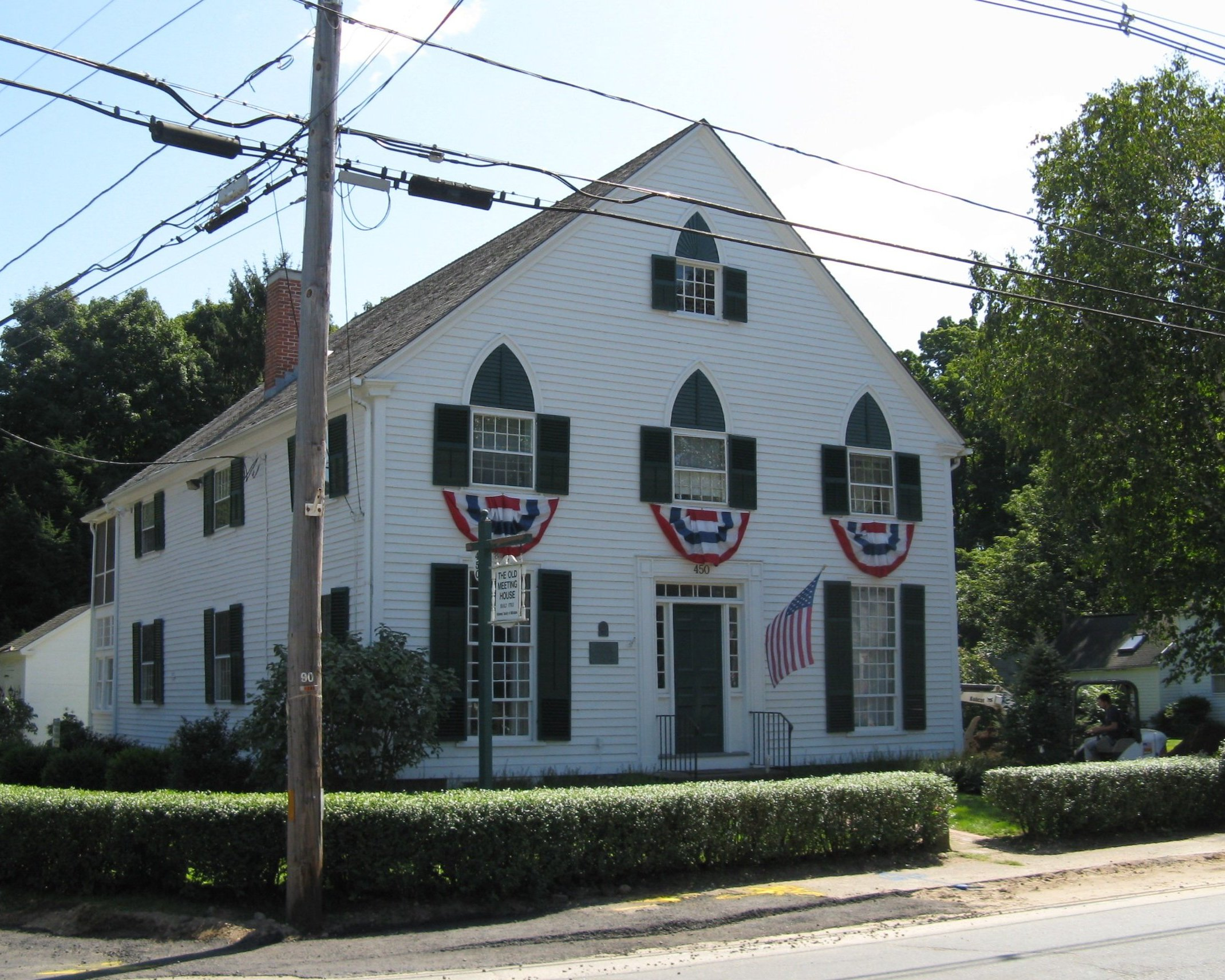

Wilbraham är en kommun (town) i Hampden County i delstaten Massachusetts, USA med cirka 13 473 invånare (2000). Den har enligt United States Census Bureau en area på 58,1 km² varav 0,5 km² är vatten.